# 게일랑 인터내셔널 FC
게일랑 인터내셔널 FC(영어: Young Lions Football Club)는 싱가포르의 축구단이다. 현재는 싱가포르 프리미어리그에 참가하고 있으며 팀을 상징하는 동물은 독수리이고 팀을 상징하는 색은 녹색이다.
1974년에 게일랑 인터내셔널(Geylang International)이라는 이름으로 창단한 이후에 싱가포르를 대표하는 축구 클럽으로 성장했고 1996년에 싱가포르 프리미어리그(S리그) 출범과 함께 게일랑 유나이티드 FC(Geylang United)로 이름을 바꿨지만 2012년에 원래 이름으로 변경했다.

## 우승
- 싱가포르 프리미어리그: 1996, 2001
- FAS 프리미어리그: 1988, 1989, 1990, 1991, 1992, 1993
- 싱가포르 리그컵: 2016
- 싱가포르컵: 2009
- 싱가포르 FA컵: 1996

## 선수 명단

### 현역
- 이크발 후세인(2020, 2023 ~ )
- 다나카 소라
- 리오 사쿠마(2022 ~ )
- 빈센트 베즈쿠르(2021 ~ )

## 역대 감독
| 감독           | 임기   |
| -------------- | ------ |
| 모드 누르 알리 | 2017   |
| 모드 누르 알리 | 2019 ~ |